# Municipio de Cove
El municipio de Cove (en inglés: Cove Township) es un municipio ubicado en el condado de Polk en el estado estadounidense de Arkansas. En el año 2010 tenía una población de 1379 habitantes y una densidad poblacional de 8,64 personas por km².

## Geografía
El municipio de Cove se encuentra ubicado en las coordenadas 34°29′7″N 94°21′42″O / 34.48528, -94.36167. Según la Oficina del Censo de los Estados Unidos, el municipio tiene una superficie total de 159.58 km², de la cual 158,65 km² corresponden a tierra firme y (0,58 %) 0,93 km² es agua.

## Demografía
Según el censo de 2010, había 1379 personas residiendo en el municipio de Cove. La densidad de población era de 8,64 hab./km². De los 1379 habitantes, el municipio de Cove estaba compuesto por el 94,85 % blancos, el 0,15 % eran afroamericanos, el 1,74 % eran amerindios, el 0,15 % eran asiáticos, el 1,67 % eran de otras razas y el 1,45 % eran de una mezcla de razas. Del total de la población el 3,48 % eran hispanos o latinos de cualquier raza.